# Sandra Pires
Sandra Pires Tavares (Rio de Janeiro, 16 juni 1973), is een voormalig Braziliaans beachvolleyballer. Ze werd met Jackie Silva in 1996 olympisch kampioen en in 1997 wereldkampioen. Daarnaast won ze driemaal het eindklassement in de FIVB World Tour.

## Carrière

### 1993 tot en met 1997
Pires speelde in 1993 een FIVB-toernooi in Santos met Karina Lins e Silva waar ze als vierde eindigden. Het jaar daarop vormde Pires een koppel met Jackie Silva. Het duo won in 1994 drie van de veertien wedstrijden in de Amerikaanse AVP-competitie en boekte begin 1995 overwinningen bij de toernooien in La Serena en Rio de Janeiro in het seizoen 1994/95 van de World Tour. Het daaropvolgende seizoen behaalden ze de eerste plaats in Clearwater en Rio de Janeiro en podiumplaatsen op de acht andere toernooien waar ze aan deelnemen met als gevolg dat ze het eindklassement voor 1995/96 wonnen. In 1996 won het duo opnieuw het eindklassement van de World Tour door overwinningen in Maceio, Recife, Hermosa Beach, Espinho en Oostende en podiumplaatsen in Carolina, Salvador en Jakarta. Daarnaast werden Silva en Pires in Atlanta de eerste olympische kampioenen beachvolleybal door in de finale hun landgenoten Mônica Rodrigues en Adriana Samuel te verslaan. In 1997 werd het duo eveneens de eerste wereldkampioen in Los Angeles door de finale van het Amerikaanse duo Lisa Arce en Holly McPeak te winnen. In de World Tour werd gewonnen in Melbourne en het podium gehaald in vier van de vijf overige toernooien.

### 1998 tot en met 2002
In maart 1998 behaalde Pires met Silva de derde plaats in Rio de Janeiro, waarna ze van partner wisselde naar Adriana Samuel. Het duo won de toernooien in Toronto en Marseille en behaalde podiumplaatsen op vier van de vijf overige FIVB-toernooien. In 1999 speelden Pires en Samuel zes toernooien met als beste resultaat een derde plek in Salvador. Bij de WK in Marseille dat jaar eindigden ze als vierde nadat ze de bronzen finale van de Amerikaansen Elizabeth Masakayan en Elaine Youngs verloren. Het duo haalde in 2000 drie keer het podium en won bij de Olympische Spelen in Sydney de bronzen medaille door het Japanse duo Yukiko Takahaski en Mika Saiki in de troostfinale te verslaan. Het jaar daarop vormde Pires een team met Tatiana Minello. Ze behaalden twee podiumplaatsen bij tien FIVB-toernooien en wonnen de zilveren medaille bij de WK in Klagenfurt. Daarnaast won het duo in 2001 de titel bij de Goodwill Games in Brisbane. In 2002 speelde Pires samen met Leila Barros elf toernooien waar ze zes maal tot de kwartfinales geraakten.

### 2003 tot en met 2008
Van 2003 tot en met 2004 vormde Pires een duo met Ana Paula Connelly. Ze behaalden het eerste seizoen overwinningen in Rodos, Berlijn, Stavanger en Osaka en de tweede plaats in Gstaad, Marseille, Klagenfurt en Los Angeles, waardoor ze ook het eindklassement van de World Tour wonnen. Bij de WK in Rio eindigde het duo als vijfde nadat ze in de kwartfinale waren uitgeschakeld door de Amerikaansen Jenny Jordan en Annett Davis. In 2004 werden Pires en Connelly bij de Olympische Spelen in Athene opnieuw vijfde na de kwartfinale van hun landgenoten Adriana Behar en Shelda Bede verloren te hebben. Van de vijf toernooien in de World Tour waar ze aan deelnamen wonnen ze die in Rio de Janeiro. Pires speelde in 2005 met Ágatha Bednarczuk met een vierde plaats in Sint-Petersburg als beste resultaat; bij de WK in Berlijn eindigde het duo op de zeventiende plaats. Vanaf 2006 nam Pires aan een paar toernooien deel met verschillende partners en in 2008 speelde ze haar laatste FIVB-toernooi in Fortaleza.

## Palmares
Kampioenschappen
- 1996:  OS
- 1997:  WK
- 1999: 4e WK
- 2000:  OS
- 2001:  WK
- 2001:  Goodwill Games
- 2003: 5e WK
- 2004: 5e OS

FIVB World Tour
- 1995:  La Serena Open
- 1995:  Rio de Janeiro Open
- 1995:  Clearwater Open
- 1995:  Hermosa Beach Open
- 1995:  Busan Open
- 1995:  Osaka Open
- 1995:  Espinho Open
- 1995:  Bali Open
- 1995:  Brisbane Open
- 1995:  Carolina Open

- 1995:  Santos Open
- 1996:  Rio de Janeiro Open
- 1996:  FIVB World Tour
- 1996:  World Series Maceio
- 1996:  World Series Recife
- 1996:  World Series Hermosa Beach
- 1996:  World Series Espinho
- 1996:  World Series Oostende
- 1996:  Grand Slam Carolina
- 1996:  World Series Salvador
- 1996:  World Series Jakarta
- 1996:  FIVB World Tour
- 1997:  Rio de Janeiro Open
- 1997:  Melbourne Open
- 1997:  Pescara Open
- 1997:  Espinho Open
- 1997:  Salvador Open
- 1998:  Rio de Janeiro Open
- 1998:  Toronto Open
- 1998:  Vasto Open

- 1998:  Marseille Open
- 1998:  Espinho Open
- 1998:  Osaka Open
- 1998:  Salvador Open
- 1999:  Salvador Open
- 2000:  Vitória Open
- 2000:  Vitória Open
- 2000:  Grand Slam Chicago
- 2001:  Gran Canaria Open
- 2001:  Maoming Open
- 2003:  Rodos Open
- 2003:  Gstaad Open
- 2003:  Grand Slam Berlijn
- 2003:  Stavanger Open
- 2003:  Grand Slam Marseille
- 2003:  Grand Slam Klagenfurt
- 2003:  Osaka Open
- 2003:  Grand Slam Los Angeles
- 2003:  FIVB World Tour
- 2004:  Rio de Janeiro Open